# Тюменская кольцевая автомобильная дорога
Объездная дорога (Тюмень) (неофициально ТКАД, Тюменская кольцевая автомобильная дорога) — автомобильная дорога 71Н-1706, идущая вокруг города Тюмени протяжённостью 55 километров. Имеет 4 полосы для движения — по две в каждую сторону и разделительную полосу. Ограничение скорости 90 км/ч (местами 60 км/ч). Сквозное движение по всему кольцу было запущено 22 ноября 2018 года.
Связывает в единую сеть федеральные трассы на Екатеринбург, Курган, Омск и Ханты-Мансийск. На данный момент на дороге имеется 14 транспортных развязок, планируется строительство ещё пяти. Также на дороге имеется 7 путепроводов через железнодорожные пути, 2 моста через реку Тура и 4 небольших моста через малые реки.

## История строительства[4]

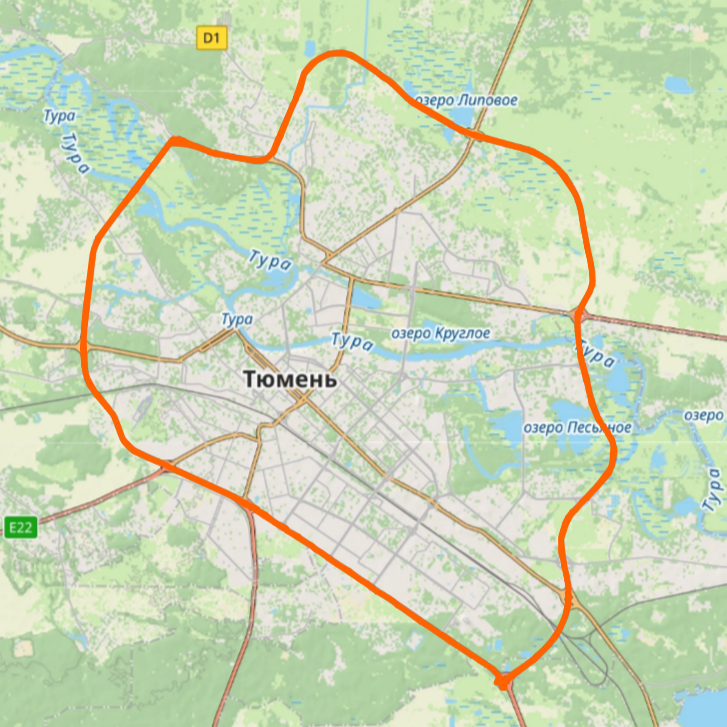
Тюменская кольцевая автомобильная дорога на карте Тюмени

- В конце 1970-х годов органами власти Тюменской области принято решение о строительстве Окружной автомобильной дороги Тюмени.
- В 1978—1982 годах институтом «Гипротюменнефтегаз» начата разработка проектов на первые участки дороги.
- В 1980 году Мостоотряд-36 построил путепровод через железную дорогу в районе Плеханово, таким образом появился первый участок Окружной дороги — от Московского тракта до дороги в аэропорт.
- В начале 1980-х годов силами ДСУ-1 «Тюменьавтодора» продолжено строительство первых участков дороги: от Ожогино до Плеханово — нынешних улиц Федюнинского и Закалужской. Дорога 1 категории по проекту предполагалась 4-полосной. Строили дорогу поэтапно, сначала 2-полосную.
- 28 июня 1990 года открыт мост через Туру длиной 283 м, шириной 11,5 м[5], с участком дороги от деревни Воронина до посёлка Березняковский.
- В 1998 году разработан проект «Окружная автодорога г. Тюмени на участке Воронино — Труфаново (от автодороги Тюмень — Аэропорт до автодороги Тюмень — д. Луговое)».
- В 2001 году была открыта транспортная развязка в районе Верхнего Бора.
- В 2002 году разработан проект «Окружная автомобильная дорога г. Тюмени на участке п. Верхний Бор — п. Мелиораторов» (включая развязку).
- В 2003 году разработан проект «Реконструкция автомобильной дороги „Обход г. Тюмени на участке п. Учхоз — д. Плеханово — д. Ожогино“ (1 очередь строительства)» (расширение до 4 полос движения).
- В 2004 году разработан проект «Реконструкция автомобильной дороги „Обход г. Тюмени на участке п. Учхоз — д. Плеханово — д. Ожогино“ (2 очередь строительства, 5, 6, 7 пусковой комплексы)». Спроектированы транспортные развязки в двух уровнях на пересечениях с Червишевским и Московским трактами и автодорогой Тюмень — Аэропорт.
- В 2004 году Мостострой-11 выполнил реконструкцию путепровода через железную дорогу в районе Плеханово (западнее существующего путепровода построен новый).
- В 2006 году открыты развязки Окружной дороги с Червишевским трактом и автодорогой Тюмень — Аэропорт.
- В 2007 году открыта развязка возле поселка Березняковский. В этом же году завершена реконструкция моста через Туру в районе деревни Воронина с расширением дороги до 4 полос — восточнее существующего моста построен новый.
- В декабре 2008 года открыли участок Окружной дороги от поселка Березняковский до новой развязки на Велижанском тракте.
- В 2012 году построена и открыта развязка на пересечении Окружной дороги и Московского тракта[6].
- В 2013 году 6 декабря открыта развязка Окружной дороги с Тобольским трактом и участок дороги до Велижанского тракта.
- В 2015 году 21 октября открыт участок между Тобольским трактом и улицей Дамбовской с мостом через реку Тура[7][8].
- В 2016 году открыт участок от улицы Дамбовской до улицы Тополиной. В октябре этого же года открыта развязка на пересечении Окружной дороги с улицей Мельникайте[9].
- В 2017 году открыты развязки Окружной дороги с улицами Тополиная и Пермякова[10].
- В 2018 году в сентябре открыли участок до Ялуторовского тракта, а 22 ноября открыт последний участок до дороги Тюмень — Боровский — Богандинский[11].
- В августе 2019 года полностью достроили развязку Окружной дороги с дорогой Тюмень — Боровский — Богандинский[12], а также открыли путепровод на пересечении с улицей Монтажников[13][14].

## Общественный транспорт
В настоящее время по разным участкам Объездной дороги курсирует городской общественный транспорт — автобусы и маршрутные такси, обслуживаемые МКУ Тюменьгортранс.
- от развязки с Московским трактом до съезда на улицу Кремлёвскую — № 57, 60 и 70;
- от развязки с Московским трактом до пересечения с улицей Авторемонтной — № 2 и 9;
- от развязки с дорогой в аэропорт Рощино до пересечения с улицей Барнаульской — № 54 и 141;
- от развязки с Салаирским трактом до развязки возле посёлка Березняковский — № 32, 34, 135 (а так же несколько дачных маршрутов в летний период);
- от развязки в районе посёлка Березняковский до пересечения с улицей Омутинской — № 36 и 40;
- от развязки в районе посёлка Березняковский до развязки с Велижанским трактом — № 128к (в летний период) и 156;
- от развязки с Тобольским трактом до развязки с улицей Дамбовской — № 53 и 76[15];
- от развязки с дорогой Тюмень — Боровский — Богандинский до пересечения с улицей Теплотехников — только в летний период № 119, 134 и 158;
- от пересечения с улицей Теплотехников до развязки с улицей Пермякова — № 151;
- от примыкания улицы Монтажников до развязки с улицей Пермякова — № 13;
- от развязки с улицей Пермякова до развязки с Червишевским трактом — № 2;
- от развязки с улицей Мельникайте до развязки с Червишевским трактом — № 2, 5, 15, 16, 45, 57, 79 и 85;
- от развязки с Червишевским трактом до развязки с Московским трактом — № 39 и 79.

Участки Объездной дороги от улицы Барнаульской до развязки с Салаирским трактом, от развязки с Велижанским трактом до развязки с Тобольским трактом и от развязки с улицей Дамбовской до развязки с дорогой Тюмень — Боровский — Богандинский в настоящее время городским общественным транспортом не обслуживаются.

## Планы дальнейшего развития
- В 2016—2017 годах обсуждалась идея организации платного проезда на восточном участке Объездной дороги при условии если будет применяться софинансирование из федерального бюджета при его строительстве. Однако впоследствии было решено достраивать Объездную дорогу только за счёт средств областного бюджета и от организации платного участка отказались.[16]
- В дальнейшей перспективе должны быть построены ещё пять развязок с улицами Калинина, Авторемонтная, Интернациональная, Воронинские горки и несколько надземных переходов.[17]
- В связи с развитием города Тюмень и расширением границ населенного пункта, ростом местных и транзитных транспортных потоков автомобильная дорога Обход города Тюмени становится всё более загруженной. На отдельных участках интенсивность движения достигает 20-30 тыс. автомобилей в сутки и более. Границы городской застройки «перешагнули» через Объездную дорогу. Дорога Обход Тюмени — перестала выполнять функции пропуска транспорта в обход города и стала выполнять функции внутригородской магистрали.
- В 2014—2016 годах органами власти принято решение о поэтапном переводе автомобильной регионального значения 1-б категории Обход города Тюмени в магистральную улицу непрерывного движения 6-полосную с всеми вытекающими: устройством пешеходных тротуаров, велосипедных дорожек, автобусных остановок, строительство и реконструкция надземных и подземных пешеходных переходов и т. д. Разрабатываются проекты на реконструкцию автомобильной дороги Обход Тюмени по участками.
- Генеральным планом города Тюмени до 2040 года предусмотрено строительство Второго кольца вокруг Тюмени.[18]